# Álvaro Roca
Álvaro Eduardo Roca Despeyroux (Montevideo, 16 ottobre 1939) è un ex cestista uruguaiano.

## Carriera
Con l'Uruguay ha disputato i Giochi olimpici di Tokyo 1964 e due edizioni dei Campionati mondiali (1959, 1963).